# Juego de la galleta
La galleta empapada, a veces también denominado el juego de la galleta o Cookie Ookie, es un juego de masturbación que se originó en el Reino Unido, juego en el cual los participantes están alrededor de una galleta y se tienen que masturbar hasta eyacular sobre ella: el último que eyacula se la tiene que comer cubierta con el semen de todos los participantes.
El juego es también conocido en Australia como SAO empapada debido a la popular marca de galletas SAO.

## Origen
El término galleta empapada se cree que se originó en el Reino Unido en algún momento de la década de 1960.